# Miguel Luis Amunátegui Reyes
Miguel Luis Amunátegui Reyes (Santiago, 20 de febrero de 1862-ibídem, 18 de octubre de 1949) fue un académico de la lengua, intelectual, literato, político liberal y parlamentario chileno.

## Biografía
Fue hijo del filólogo, historiador y literato Gregorio Víctor Amunátegui Aldunate y de Josefa Reyes Pérez-Cotapos, y sobrino del historiador Miguel Luis Amunátegui Aldunate.
Estudió en el Instituto Nacional y luego derecho en la Universidad de Chile, de donde se recibió de abogado en 1884.
Durante 18 años presidió la Academia Chilena de la Lengua. Además, fue miembro de la American Association of Teachers of Spanish de Nueva York, de la Real Academia Hispano Americana de Ciencias, Artes y Letras de Cádiz, correspondiente del Ateneo Ibero-Americano de Buenos Aires, y miembro honorario de la Academia Colombiana de la Lengua. Asimismo, fue miembro de las Facultades de Derecho y de Filosofía y Humanidades de la Universidad de Chile; en 1900 fue designado miembro correspondiente de la Real Academia Española a solicitud de algunas personalidades.
Recibió en 1948 el título de Caballero Comendador de la Orden del Libertador, que Venezuela le otorgó por su labor de difusión de la obra de Andrés Bello.
Murió completamente ciego el 18 de octubre de 1949.

## Obras
- A través del diccionario i la gramática (1895)
- La Academia Chilena en el cincuentenario de su fundación (1937)
- Acentuaciones viciosas (1887)
- Antecedentes legislativos y trabajos preparatorios del Código Civil de Chile (1958)
- Apuntaciones lexicográficas, 3 volúmenes (1908)
- Bello y los Amunategui (¿?)
- Borrones gramaticales (1894)
- La codificación de las leyes civiles (1890)
- Críticas y charlas (1902)
- Don Andrés Bello y el Código Civil (1885)
- Don Antonio García Reyes i algunos de sus antepasados a la luz de documentos inéditos, 6 volúmenes (1929-1936)
- Don Bernardo O'Higgins: juzgado por algunos de sus contemporáneos, según documentos inéditos (1917)
- Don José Miguel Carrera y el sitio de Rancagua (1935)
- Don Rafael Valdés en Chile: después de sus campañas en pro de la independencia de la América Española (1937)
- En la puerta de la Iglesia (1923)
- Enrique Cood (1888)
- Ensayos biográficos 4 tomos en 3 volúmenes (1893-1896)
- Esteban de Terreros i Pando i sus opiniones en materia ortográfica (1924)
- Estudios relativos al Código Civil (1894)
- La formación de los acervos en la participación de una herencia (1889)
- Gramática castellana: obra inédita dada a luz con un prólogo i anotaciones por Luis Amunátegui Reyes (1937)
- Gregorio Víctor Amunátegui: anhelos de un padre recordados por su hijo (1938)
- Imperfecciones i erratas manifiestas de la edición auténtica del código civil chileno (1894)
- Las metáforas i el diccionario (1904)
- Mis pasatiempos / Miguel Luis Amunátegui Reyes (1905)
- El neolojismo i el diccionario (¿?)
- Observaciones i enmiendas a un Diccionario, aplicables también a otros, 3 volúmenes (1924-1927)
- Paulino Alfonso (1928)
- La Real Academia Española y sus relaciones con sus hijas de América (1943)
- La reforma ortográfica ante nuestros poderes públicos, ante la Real Academia Española i ante el buen sentido (1918)
- Trabajos científicos de don Andrés Bello (1892)
- Uso de la G i de la J : representación hecha ante la Real Academia Española (1920)